# Агю
Агю́ (фр. и окс. Aguts) — коммуна во Франции, находится в регионе Юг — Пиренеи. Департамент — Тарн. Входит в состав кантона Лавор-Кокань. Округ коммуны — Кастр.
Код INSEE коммуны — 81001.

## География

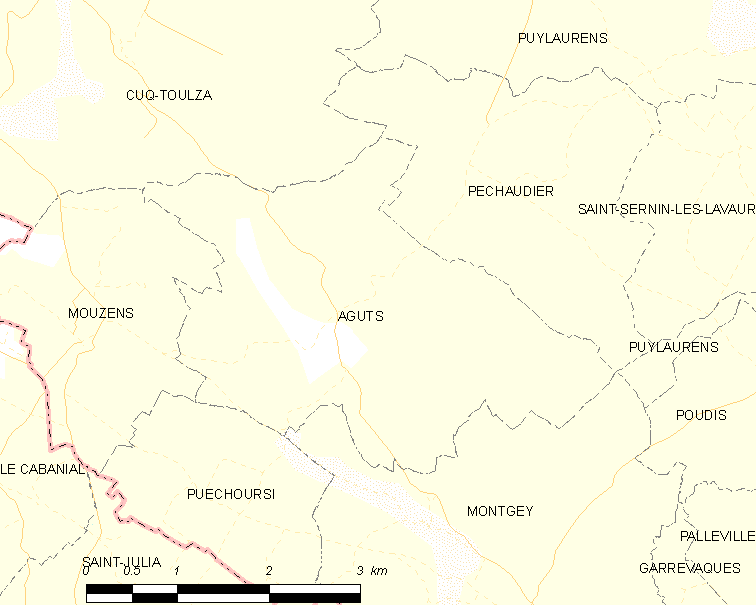
Карта коммуны

Коммуна расположена приблизительно в 600 км к югу от Парижа, в 40 км восточнее Тулузы, в 50 км к югу от Альби.

## Климат
Климат умеренно-океанический. Зима мягкая и дождливая, лето жаркое с частыми грозами. Ветры довольно редки.

## Население
Население коммуны на 2010 год составляло 239 человек.
| 1962 | 1968 | 1975 | 1982 | 1990 | 1999 | 2010 |
| ---- | ---- | ---- | ---- | ---- | ---- | ---- |
| 246  | 217  | 177  | 193  | 164  | 187  | 239  |

## Администрация
| Период | Период | Фамилия          | Партия | Примечания |
| ------ | ------ | ---------------- | ------ | ---------- |
| 1954   | 1983   | Жюльен Лафлу     |        |            |
| 1983   | 2001   | Даниель Презелен |        |            |
| 2001   | 2008   | Эллен Буржад     |        |            |
| 2008   | 2020   | Ален Пу          |        |            |

## Экономика
В 2007 году среди 137 человек в трудоспособном возрасте (15—64 лет) 97 были экономически активными, 40 — неактивными (показатель активности — 70,8 %, в 1999 году было 65,8 %). Из 97 активных работали 92 человека (46 мужчин и 46 женщин), безработных было 5 (4 мужчины и 1 женщина). Среди 40 неактивных 12 человек были учениками или студентами, 17 — пенсионерами, 11 были неактивными по другим причинам.

## Достопримечательности
- Замок Агю (XVII век). Исторический памятник с 1987 года[4]